# Seitenstrangangina
Die Seitenstrangangina wird auch als Angina lateralis oder Pharyngitis lateralis bezeichnet und beschreibt eine akute Entzündung des Lymphgewebes im Bereich des Rachens. Besonders häufig tritt sie während oder im Anschluss an eine bereits bestehende Erkrankung auf und geht mit starken Halsschmerzen einher.

## Ursachen
Die Seitenstrangangina ist eine seltenere Form der Rachenentzündung (Pharyngitis). In vielen Fällen ist sie die Folge eines viralen Infekts, beispielsweise einer Erkältung. Durch den dabei vorherrschenden Befall mit Viren ist die Schleimhaut des Hals-Rachen-Raums bereits beeinträchtigt und weitere Viren und Bakterien wie hauptsächlich Streptokokken, aber auch Staphylokokken oder Pneumokokken können sich leichter ansiedeln. Es folgt eine akute Entzündung der seitlich in der Rachenwand verlaufenden Lymphbahnen, die sich röten und möglicherweise stark anschwellen.
Eine Seitenstrangangina ist häufiger bei Patienten, denen bereits operativ die Gaumenmandeln entfernt wurden (Tonsillektomie). Dies liegt vor allem daran, dass nach Mandelentfernung das lymphatische Gewebe der Seitenstränge zunimmt.

## Symptome
Menschen, die unter einer Seitenstrangangina leiden, haben in der Regel ein deutliches Krankheitsgefühl. Im Verlauf der Erkrankung können zudem folgende Symptome auftreten:
- starke Halsschmerzen
- Schluckbeschwerden
- Fieber
- trockener Reizhusten
- Ohrenschmerzen

Der Arzt erkennt bei einem Blick in den Rachen die geröteten und geschwollenen Seitenstränge, auf deren Oberfläche sich oftmals Eiter-Stippchen (streifenartige Beläge) befinden. Zudem sind in vielen Fällen geschwollene Lymphknoten am Hals zu tasten. Ein Rachenabstrich kann bei therapeutischer oder diagnostischer Relevanz in Betracht gezogen werden.

## Therapie
Die Therapie der Seitenstrangangina richtet sich nach der Ausprägung der Symptome. Bei viraler Infektion ist eine symptomatische Therapie mit z. B. Schleimhautpflege, Inhalationen und Analgetika angezeigt. Bei Verdacht auf eine bakterielle Infektion oder Erregernachweis im Abstrich ist eine antimikrobielle Therapie mit geeigneten Antibiotika sinnvoll. Zusätzlich kann eine Behandlung mit Hausmitteln Symptome lindern.

## Verlauf
Die Dauer der Pharyngitis lateralis ist aufgrund des möglichen Erregerspektrums variabel. Bei kompetentem Immunsystem ist eine folgenlose Ausheilung die Regel. Die Ansteckungsfähigkeit ist abhängig von Erreger und Krankheitsstadium, jedoch grundsätzlich anzunehmen.

## Vorbeugung
Der enge Kontakt zu Erkrankten sollte vermieden werden, um eine Erregerübertragung zu vermeiden. Hygienische Maßnahmen, wie z. B. regelmäßiges Händewaschen oder Händedesinfektion, können einer Ansteckung vorbeugen.